# فريدريك كوليت
فريدريك كوليت (بالنرويجية البوكمول: Frederik Collett)‏ هو رسام نرويجي، ولد في 25 مارس 1839 في كريستيانية في النرويج، وتوفي في 19 أبريل 1914 في ليلهامر في النرويج.

## روابط خارجية
- فريدريك كوليت على موقع ديسكوغز (الإنجليزية)